# Langue des signes pour bébé

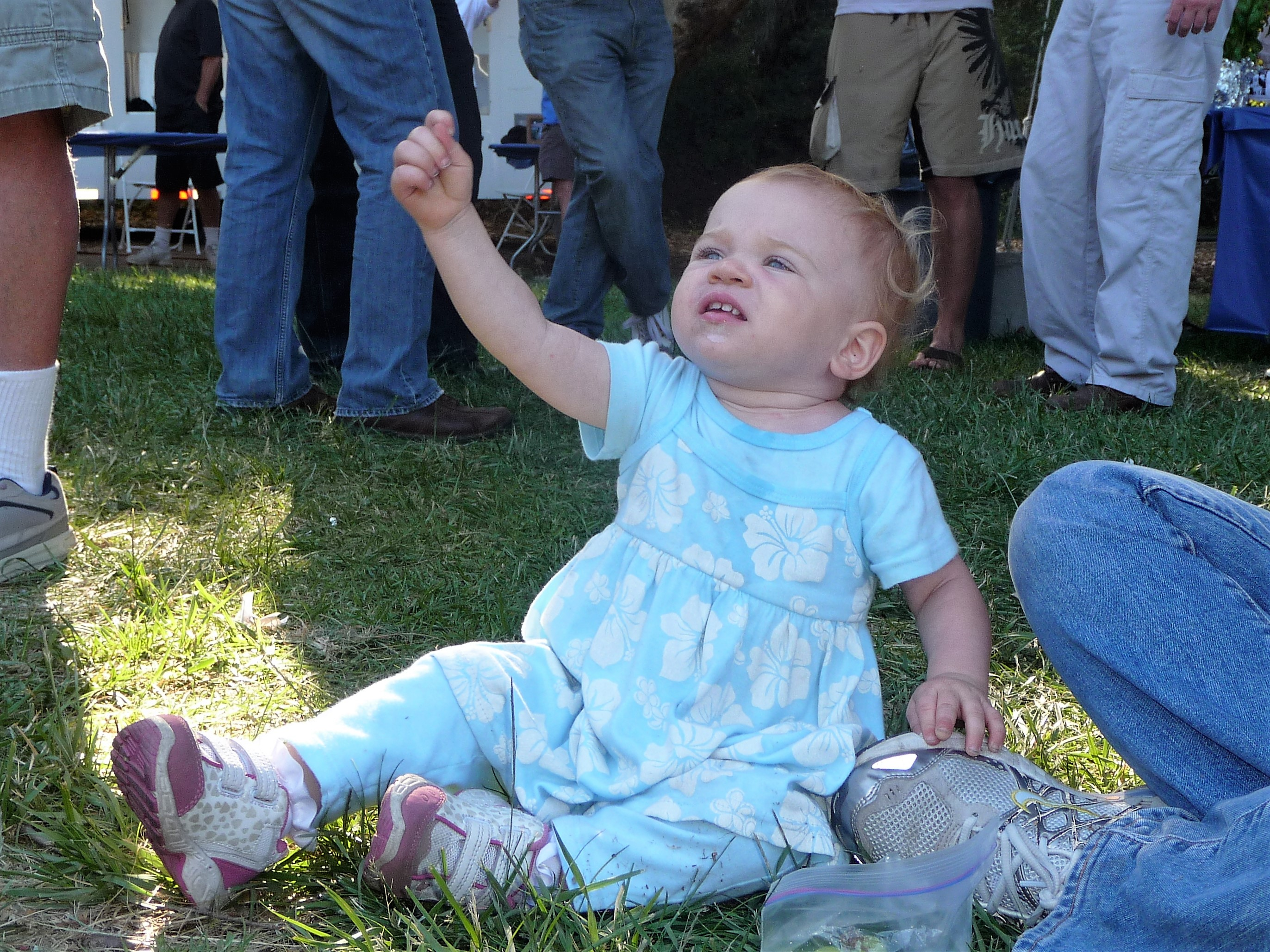
Un jeune enfant signe le signe bird (en anglais oiseau) en langue des signes pour bébé, ici lors d'un événement en plein air à Santa Barbara en Californie.

La langue des signes pour bébé est l'utilisation de la langue des signes afin de permettre la communication avec des enfants qui ne peuvent ou ne savent pas encore parler (ou pas suffisamment). Elle n'est donc pas destinée uniquement à la petite enfance concernée par la surdité.

## Principes
(L’enfant à partir de 7 mois entre dans une phase d’imitation et reproduit nos gestes[réf. nécessaire]. C’est ainsi que naturellement ils font leurs premiers signes : « au revoir », « les marionnettes » ou « coucou-caché ». 
Le principe des signes avec les bébés est d’utiliser des signes simples en illustration de mots clefs de nos phrases que l’adulte va faire en même temps qu’il parle.
De la même manière que l’enfant a fait le lien entre le son, le geste et la situation pour le « au revoir », il va reproduire à son tour ces gestes du quotidien et pouvoir faire connaitre ses besoins, émotions et envies. 
Les signes sont ceux de la langue des signes française (LSF), il ne s’agit cependant pas d’apprendre cette langue avec syntaxe et grammaire, mais juste d’utiliser du vocabulaire simple comme « manger », « jouer » ou « changer la couche ». Il existe de nombreux ouvrages pour aider à apprendre la langue des signes pour bébé,,,, des associations ainsi que des sites Internet proposant des cours particuliers en vidéoformation. Il existe également des applications mobiles.
L’enfant est moins frustré et se sent moins incompris, cela valorise son estime de soi en lui donnant confiance en soi. Il n’y a pas de risque de retard d’apparition du langage, le signe étant toujours accompagné de la parole.[réf. nécessaire]
Les premiers signes de bébé apparaissent entre 6 et 12 mois. C'est un moyen de communication simple et à sa portée. C'est seulement entre 18 et 24 mois que les muscles du visage nécessaires à la parole seront mobilisables pour parler distinctement. 
« On a pu observer que ce sont les mêmes zones qui sont activées sur les enfants de 3 mois et sur les adultes qui écoutent du langage. Et d’ailleurs ce sont les mêmes zones qu’on observe aussi pour les langues des signes »Citation d'Anne Christophe (EHESS) directrice du LSCP (Laboratoire de Sciences Cognitives et Psycholinguistique EHESS-ENS-CNRS) depuis 2010. Chercheuse en psycholinguistique, elle travaille sur l'acquisition du langage chez le nourrisson et la perception de la parole chez les adultes.
Extrait du documentaire : « Du bébé au baiser » qui présente l’intérêt de la langue des signes utilisée avec les bébés pour l’acquisition du langage.

## Les bienfaits de la langue des signes pour le bébé[réf.nécessaire]
- Permet au bébé d’exprimer ses besoins et réduit les frustrations.
- Permet d’établir un lien d’attachement plus fort et unique avec le bébé[7].
- Aide au développement de la confiance en soi.
- Aide à un développement intellectuel et émotionnel plus précoce.
- Permet de mieux comprendre les premiers mots parlés.
- Stimule l’apprentissage du langage oral car le bébé comprend mieux les principes de la communication et il y prend une part active.

## Milieu professionnel
La connaissance des Signes de la langue des signes est un plus pour tous les enfants de jeune âge avant qu'ils ne sachent s'exprimer vocalement. Il y a un côté pratique et bénéfique à comprendre ce que l'enfant veut exprimer sans pleurer (faim, souffrance, envie de jouer, etc).